# Drapeau de Gibraltar

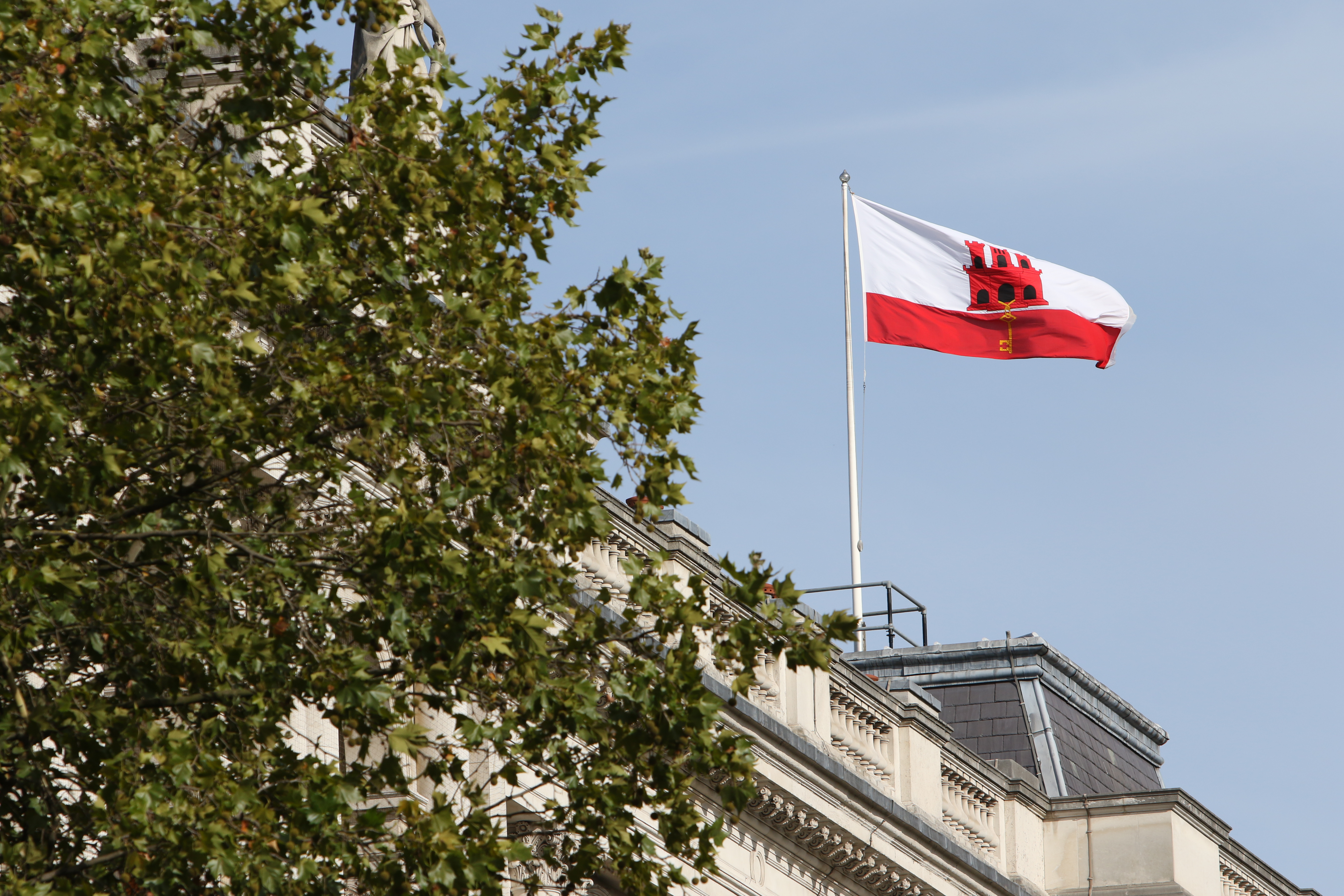
Drapeau au vent

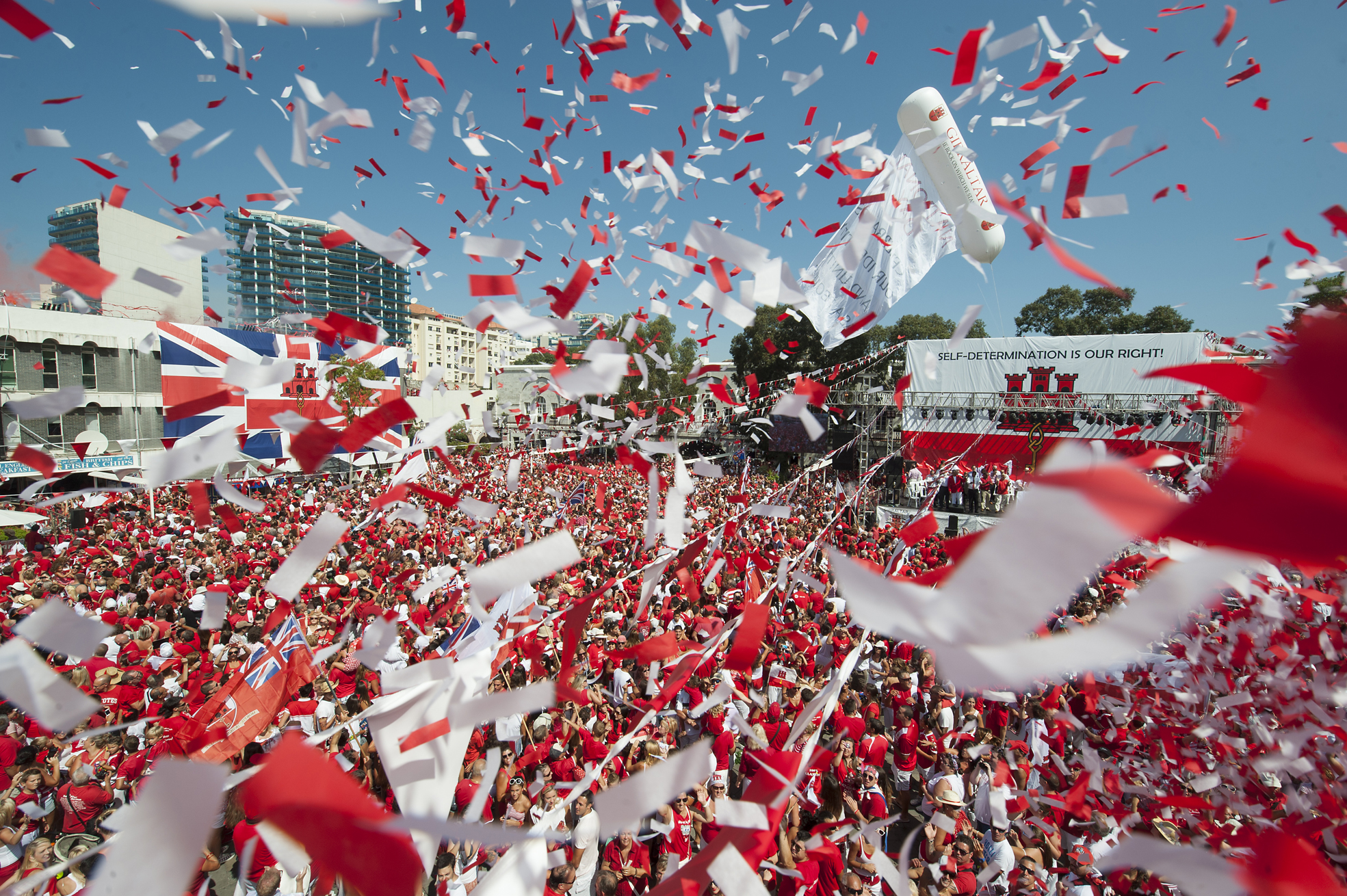
Drapeaux lors de la fête nationale

Le drapeau de Gibraltar est le drapeau civil et d'État du territoire de Gibraltar. Il fut officialisé en 1982. Il comporte les mêmes éléments que les armoiries de Gibraltar qui fut octroyé par une ordonnance royale de la reine Isabelle de Castille le 10 juillet 1502.

## Description
Il est composé de deux bandes horizontales, la partie supérieure en blanc et la partie inférieure en rouge. La largeur de la bande blanche est double par rapport à la rouge. Dans le centre de la bande supérieure est représenté un château fort avec trois tours. Une clef en or pend depuis la porte du château et est parfaitement au centre de la bande rouge.
Ce drapeau diffère dans son dessin du schéma habituel des drapeaux des colonies britanniques, qui ont le fond bleu foncé avec, en haut à gauche le drapeau du Royaume-Uni (Union Jack).

Pavillon civil
Pavillon national
Étendard du gouverneur